# اولگ اوسیانیکوف
اولگ اوسیانیکوف (روسی: Олег Владимирович Овсянников؛ زادهٔ ۲۳ ژانویهٔ ۱۹۷۰) رقصنده روی یخ اهل روسیه است.
وی همچنین برندهٔ جوایزی همچون نشان دوستی شده‌است.